# Leisure World (Maryland)
Leisure World est une census-designated place située dans le comté de Montgomery, dans l’État du Maryland, aux États-Unis. Lors du recensement de 2020, elle comptait 9 215 habitants.